# Austrian Volley League Women
La Austrian Volley League Women è la massima serie del campionato austriaco di pallavolo femminile: al torneo partecipano dodici squadre di club austriache e la squadra vincitrice si fregia del titolo di campione di Austria.

## Albo d'oro
| Anno                                                                | Podio               | Podio            | Podio               |
| Campione                                                            | Seconda             | Terza            |                     |
| ------------------------------------------------------------------- | ------------------- | ---------------- | ------------------- |
| Dal 1952 al 1961 la competizione è denominata Wiener Meisterschaft  |                     |                  |                     |
| 1952-53 Dettagli                                                    | Sokol Wien          | -                | -                   |
| 1953-54 Dettagli                                                    | Sokol Wien          | -                | -                   |
| 1954-55 Dettagli                                                    | Sokol Wien          | -                | -                   |
| 1955-56 Dettagli                                                    | Sokol Wien          | -                | -                   |
| 1956-57 Dettagli                                                    | Sokol Wien          | -                | -                   |
| 1957-58 Dettagli                                                    | Sokol Wien          | -                | -                   |
| 1958-59 Dettagli                                                    | Sokol Wien          | -                | -                   |
| 1959-60 Dettagli                                                    | OMV Olympia         | -                | -                   |
| 1960-61 Dettagli                                                    | Slovan-Olympia      | -                | -                   |
| Dal 1961 al 1975 la competizione è denominata Bundesmeisterschaften |                     |                  |                     |
| 1961-62 Dettagli                                                    | Slovan-Olympia      | -                | -                   |
| 1962-63 Dettagli                                                    | Slovan-Olympia      | -                | -                   |
| 1963-64 Dettagli                                                    | Slovan-Olympia      | -                | -                   |
| 1964-65 Dettagli                                                    | Blau Gelb Wien      | -                | -                   |
| 1965-66 Dettagli                                                    | Slovan-Olympia      | -                | -                   |
| 1966-67 Dettagli                                                    | Blau Gelb Wien      | -                | -                   |
| 1967-68 Dettagli                                                    | Blau Gelb Wien      | -                | -                   |
| 1968-69 Dettagli                                                    | Blau Gelb Wien      | -                | -                   |
| 1969-70 Dettagli                                                    | Blau Gelb Wien      | -                | -                   |
| 1970-71 Dettagli                                                    | Blau Gelb Wien      | -                | -                   |
| 1971-72 Dettagli                                                    | Blau Gelb Wien      | -                | -                   |
| 1972-73 Dettagli                                                    | Post Wien           | -                | -                   |
| 1973-74 Dettagli                                                    | Post Wien           | -                | -                   |
| 1974-75 Dettagli                                                    | Post Wien           | -                | -                   |
| Dal 1975 al 2016 la competizione è denominata 1. Bundesliga         |                     |                  |                     |
| 1975-76 Dettagli                                                    | Post Wien           | -                | -                   |
| 1976-77 Dettagli                                                    | Post Wien           | -                | -                   |
| 1977-78 Dettagli                                                    | Post Wien           | -                | -                   |
| 1978-79 Dettagli                                                    | Blau Gelb Wien      | -                | -                   |
| 1979-80 Dettagli                                                    | Blau Gelb Wien      | -                | -                   |
| 1980-81 Dettagli                                                    | Blau Gelb Wien      | -                | -                   |
| 1981-82 Dettagli                                                    | Blau Gelb Wien      | -                | -                   |
| 1982-83 Dettagli                                                    | Sokol Wien          | -                | -                   |
| 1983-84 Dettagli                                                    | Post Wien           | -                | -                   |
| 1984-85 Dettagli                                                    | Post Wien           | -                | -                   |
| 1985-86 Dettagli                                                    | Ti-Volley Innsbruck | -                | -                   |
| 1986-87 Dettagli                                                    | Post Wien           | -                | -                   |
| 1987-88 Dettagli                                                    | Post Wien           | -                | -                   |
| 1988-89 Dettagli                                                    | Post Wien           | -                | -                   |
| 1989-90 Dettagli                                                    | Post Wien           | -                | -                   |
| 1990-91 Dettagli                                                    | Post Wien           | -                | -                   |
| 1991-92 Dettagli                                                    | Post Wien           | -                | -                   |
| 1992-93 Dettagli                                                    | PSV Salzburg        | -                | -                   |
| 1993-94 Dettagli                                                    | Post Wien           | -                | -                   |
| 1994-95 Dettagli                                                    | Post Wien           | -                | -                   |
| 1995-96 Dettagli                                                    | Post Wien           | -                | -                   |
| 1996-97 Dettagli                                                    | Post Wien           | -                | -                   |
| 1997-98 Dettagli                                                    | Post Wien           | -                | -                   |
| 1998-99 Dettagli                                                    | Post Wien           | -                | -                   |
| 1999-00 Dettagli                                                    | Post Wien           | -                | -                   |
| 2000-01 Dettagli                                                    | Post Wien           | -                | -                   |
| 2001-02 Dettagli                                                    | Schwechat Post      | -                | -                   |
| 2002-03 Dettagli                                                    | Schwechat Post      | -                | -                   |
| 2003-04 Dettagli                                                    | Schwechat Post      | -                | -                   |
| 2004-05 Dettagli                                                    | Schwechat Post      | -                | -                   |
| 2005-06 Dettagli                                                    | Schwechat Post      | -                | -                   |
| 2006-07 Dettagli                                                    | Schwechat Post      | -                | -                   |
| 2007-08 Dettagli                                                    | Schwechat Post      | Klagenfurt       | ASKÖ Linz-Steg      |
| 2008-09 Dettagli                                                    | Schwechat Post      | Klagenfurt       | ASKÖ Linz-Steg      |
| 2009-10 Dettagli                                                    | Schwechat Post      | ASKÖ Linz-Steg   | Klagenfurt          |
| 2010-11 Dettagli                                                    | Schwechat Post      | ASKÖ Linz-Steg   | -                   |
| 2011-12 Dettagli                                                    | Schwechat Post      | ASKÖ Linz-Steg   | -                   |
| 2012-13 Dettagli                                                    | Schwechat Post      | -                | -                   |
| 2013-14 Dettagli                                                    | Schwechat Post      | ASKÖ Linz-Steg   | Klagenfurt          |
| 2014-15 Dettagli                                                    | Schwechat Post      | Klagenfurt       | Graz                |
| 2015-16 Dettagli                                                    | Schwechat Post      | Tirol            | Graz                |
| Dal 2016 la competizione è denominata Austrian Volley League Women  |                     |                  |                     |
| 2016-17 Dettagli                                                    | NÖ Sokol/Post       | ASKÖ Linz-Steg   | Graz                |
| 2017-18 Dettagli                                                    | Graz                | Klagenfurt       | NÖ Sokol/Post       |
| 2018-19 Dettagli                                                    | ASKÖ Linz-Steg      | Prinz Brunnenbau | Graz                |
| 2019-20 Dettagli                                                    | Non assegnato       | Non assegnato    | Non assegnato       |
| 2020-21 Dettagli                                                    | ASKÖ Linz-Steg      | Graz             | NÖ Sokol/Post       |
| 2021-22 Dettagli                                                    | ASKÖ Linz-Steg      | NÖ Sokol/Post    | Tirol               |
| 2022-23 Dettagli                                                    | ASKÖ Linz-Steg      | NÖ Sokol/Post    | Ti-Volley Innsbruck |

## Palmarès
| Squadra             | Titolo | Stagione |
| ------------------- | ------ | --- |
| Post Wien           | 22     | 1972-73, 1973-74, 1974-75, 1975-76, 1976-77, 1977-78, 1983-84, 1984-85, 1986-87, 1987-88, 1988-89, 1989-90, 1990-91, 1991-92, 1993-94, 1994-95, 1995-96, 1996-97, 1997-98, 1998-99, 1999-00, 2000-01 |
| NÖ Sokol/Post       | 16     | 2001-02, 2002-03, 2003-04, 2004-05, 2005-06, 2006-07, 2007-08, 2008-09, 2009-10, 2010-11, 2011-12, 2012-13, 2013-14, 2014-15, 2015-16, 2016-17                                                       |
| Blau Gelb Wien      | 11     | 1964-65, 1966-67, 1967-68, 1968-69, 1969-70, 1970-71, 1971-72, 1978-79, 1979-80, 1980-81, 1981-82 |
| Sokol Wien          | 8      | 1952-53, 1953-54, 1954-55, 1955-56, 1956-57, 1957-58, 1958-59, 1982-83 |
| Slovan-Olympia      | 5      | 1960-61, 1961-62, 1962-63, 1963-64, 1965-66 |
| ASKÖ Linz-Steg      | 4      | 2018-19, 2020-21, 2021-22, 2022-23 |
| OMV Olympia         | 1      | 1959-60 |
| Ti-Volley Innsbruck | 1      | 1985-86 |
| PSV Salzburg        | 1      | 1992-93 |
| Graz                | 1      | 2017-18 |